# Titanoeca lehtineni
Espèce
Titanoeca lehtineni est une espèce d'araignées aranéomorphes de la famille des Titanoecidae.

## Distribution
Cette espèce se rencontre en Asie centrale.

## Description
Les mâles mesurent de 3,25 à 3,5 mm et les femelles de 3,5 à 4,6 mm.

## Étymologie
Cette espèce est nommée en l'honneur de Pekka T. Lehtinen.

## Publication originale
- Fet, 1986 : Material on the fauna of spiders (Aranei) of Turkmenistan. 4. New species Titanoeca lehtineni Fet, n. sp. (Titanoecidae)]. Izvestiya Akademii Nauk Turkmenskoi SSR Seriya Biologicheskikh Nauk (Biol. Nauk), vol. 1986, no 6, p. 65.